# Strada statale 392 del Lago del Coghinas

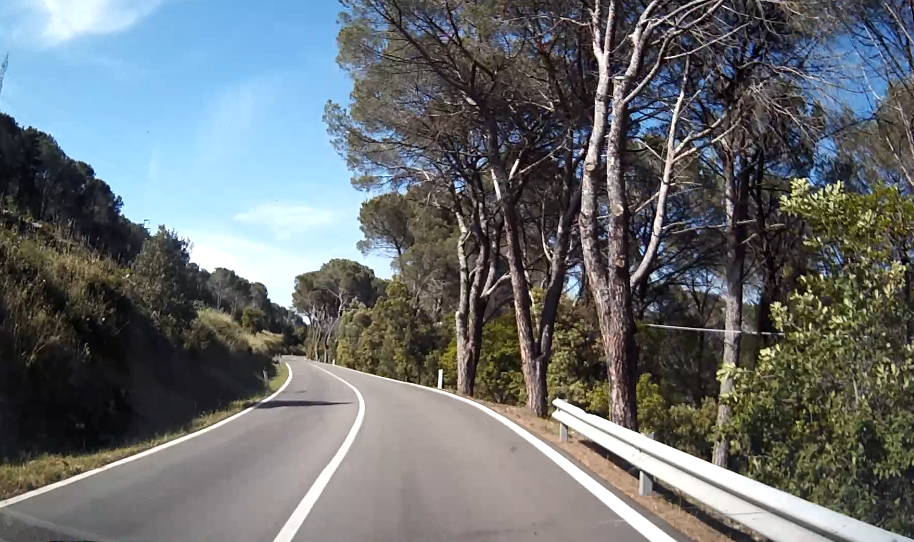
La 392 all'altezza di Tempio Pausania

La strada statale 392 del Lago del Coghinas (SS 392) è una strada statale italiana di rilevanza regionale. È una trasversale che collega il centro Sardegna con Tempio.

## Percorso
Ha inizio a Tempio Pausania, distaccandosi dalla strada statale 127 Settentrionale Sarda, e ha un tracciato in parte impervio e curvilineo. Uscendo da Tempio si dirige verso sud salendo di quota fino a varcare il passo del Limbara, a 676 m s.l.m.
Dopo di esso la strada digrada fino a lambire la sponda occidentale del lago di Coghinas (che le dà il nome), ed arriva in pochi chilometri a Oschiri, dove si immette sulla strada statale 199 di Monti.
È particolarmente apprezzata dai mototuristi, in virtù delle innumerevoli curve e dei paesaggi spettacolari che attraversa.